# جورناتي-أولونا
جورناتي أولونا إيطالية الانتماء، وهي بلدية في مقاطعة فاريزي في إقليم لومباردي الإيطالي، و(جورنا باللهجة المحلية للغة اللومباردية)، وتزين شمال غرب ميلانو بجمالها، وتقع وعلى بعد حوالي 10 كيلومتر (6 ميل) جنوب شرق فاريزي، وعلى بعد حوالي 40 كيلومتر (25 ميل) فاريزي، واعتبارًا من 31 كانون الأول 2015، بلغ عدد سكانها 2243 نسمة، ومساحتها 4.8 كيلومتر مربع (1.9 ميل2) .
وتقع البلديات التالية على جورناتي أولونا: كارناغو، كارونو فاريسينو [الإنجليزية]، كاستيلسيبريو، كاستيليوني أولونا، لوناتي سيبينو، مورازوني، فينيغونو إنفيريور.

## الاقتصاد
- تٌعتبر شركة ابون للبلاستيك، الشركة المصنعة للتغليف البلاستيكي المشكل بالحرارة.[1]